# Partizanski povojni zločini v Mrtvem jarku pri Suhopolju
Partizanski povojni zločini v Mrtvem jarku pri Suhopolju so bili storjeni maja 1945. Lokacija Mrtvi jarak se nahaja jugovzhodno od Suhopolja med vasicama Bukova in Velika Trapinska na gozdnatem območju vzhodne Bilogore na Hrvaškem. V času od maja do avgusta 1945 so enote jugoslovanske vojske iz 5. črnogorske proleterske brigade na to gozdno območje pripeljale ujetnike in nekdanje vojake Neodvisne države Hrvaške, večina iz kolon s križeve poti, ter civiliste, ki so bili osumljeni nasprotovanja novi jugoslovanski vladi iz širšega območja Virovitice. Pripadniki omenjene partizanske brigade so se kasneje po ustnem izročilu v okoliških vaseh hvalili, da so bili v četnikih, preden so se pridružili partizanom. Mesto mrtvega jarka se je nekoč imenovalo Globoki rov in je majhna dolina, skrita z gozdnatim območjem. Med poskusnim izkopavanjem so leta 2007 odkrili množično grobišče, čeprav so po spominu starejših domačinov na tem območju štiri grobišča z ocenjenimi 700 žrtvami.

## Vojna in povojna grobišča na območju Virovitice
Poleg omenjenega grobišča Mrtvi jarak je v Pčeliću tudi grobišče, na več lokacijah pa v Virovitici. Pri Šećerani, na Đolti pri današnji zahodni obvoznici, na koncu Bečke ulice in v Milanovcu pri Kažah se tudi nahajajo grobišča. Na vseh omenjenih lokacijah so Titovi jugoslovanski partizani pobili 1416 žrtev.

## Obletnice in spomini
Vsako leto 23. avgusta ob evropskem dnevu spomina na žrtve totalitarnih in avtoritarnih režimov poteka spominsko srečanje v spomin na omenjene žrtve. Poleg lokacije Mrtvi jarak je druženje s polaganjem vencev in prižiganjem sveč tudi v Virovitici na koncu Bečke ulice. Organizatorji so poleg predstavnikov oblasti Virovitiško-podravske županije ter hrvaškega domobranskega društva Virovitica in Združenja hrvaških veteranov domovinske vojne. Na Mrtvemu Jarku je bila leta 2000 postavljena spominska plošča z napisom: »Na tem mestu, imenovanem Mrtvi rov, so Titovi partizani po koncu vojne leta 1945 pobili na stotine nedolžnih hrvaških domobrancev«.